# Лола Дуайон
Лола Дуайон (фр. Lola Doillon; нар. 9 січня 1975, Шарантон-ле-Пон, Валь-де-Марн) — французька акторка, режисер та сценарист.

## Життєпис
Народилася 9 січня 1975 року у місті Шарантон-ле-Пон, департамент Валь-де-Марн. Батько — режисер Жак Дуайон (нар. 1944), мати — кіномонтажер Ноель Буассон (нар. 1944), чотирикратна лауреатка премії Сезар за найкращий монтаж (1983, 1989, 1991, 2005) та номінантка на премію Оскар за найкращий монтаж 1990 року. Її сестри і брат від подальших стосунків батька — акторка і співачка Лу Дуайон (нар. 1982), Лілі Дуайон (нар. 1995), Ліна Дуайон (нар. 2010) та Лазар Дуайон (нар. 2016).
Кінематографічну кар'єру розпочала як акторка, виконавши одну з ролей у фільмі Жака Дуайона «Жінка, що плаче» (1979). 1993 року працювала помічником кінооператора на зйомках батькового фільму «Страждання молодого Вертера», пізніше — першим помічником режисера у низці його ж фільмів.
Створивши декілька короткометражок, 2007 року випустила свій перший повнометражний фільм «Лише кохання» з Крістою Тере, який отримав приз ФІПРЕССІ на Міжнародному кінофестивалі у Любляні, брав участь в сегменті Особливий погляд конкурсної програми 60-го Каннського кінофестивалю, де також номінувався на премію Золота камера, та отримав номінацію на премію Сезар за найкращий дебютний фільм. 2010 року створила трилер «У твоїх руках», головні ролі у якому виконали Крістін Скотт Томас і Піо Мармай.
2016 року вийшла її антивоєнна драма «Подорож Фанні» за автобіографічною книгою Фанні Бен-Амі. Фільм отримав низку нагород, в тому числі премію Скіфський олень у сегменті «Молодість — дітям» 46-го міжнародного кінофестивалю «Молодість» у Києві.

## Особисте життя
У травні 2000 року Дуайон народила дочку Таїс від режисера Седріка Клапіша. Їхній син Еміль народився 2007 року. Офіційно пара одружилася 26 липня 2014 року.

## Фільмографія

### Акторка
- 1979 — Жінка, що плаче (фр. La Femme qui pleure) — Лола
- 1983 — Месьє Абель (телефільм) (фр. Monsieur Abel) — друга дівчина
- 1994 — 3000 сценаріїв проти вірусу (фр. 3000 scénarios contre un virus), 1 епізод
- 1995 — Порожнеча в середині мене (короткометражний) (фр. Le vide dedans moi)
- 2013 — Режисери (документальний телесеріал) (фр. Cinéast(e)s) — у ролі самої себе
- 2020 — Діти балу (документальний) (фр. Enfants de la Balle) — у ролі самої себе
- 2025 — Місце майбутнього (фр. La venue de l'avenir) — кузина

### Режисер
- 1995 — Порожнеча в середині мене (короткометражний) (фр. Le vide dedans moi)
- 2005 — Віджени невдачу, черлідерко (короткометражний) (фр. Faire contre mauvaise fortune, bonne majorette)
- 2005 — Одяг не робить черлідерками (короткометражний) (фр. L'habit ne fait pas la majorette)
- 2005 — Черлідерка може сховати іншого (короткометражний) (фр. Une majorette peut en cacher une autre)
- 2006 — Дві дівчини (короткометражний) (фр. 2 filles)
- 2007 — Лише кохання (фр. Et toi, t'es sur qui?)
- 2008 — Жінки Ікс (телесеріал) (фр. X femmes), епізод «Потрапити у гру» (фр. Se faire prendre au jeu)
- 2010 — У твоїх руках (фр. Contre toi)
- 2013 — Лялька (короткометражний) (англ. The Doll)
- 2015 — Десять процентів (телесеріал) (фр. Dix pour cent), 5-й і 6-й епізоди першого сезону
- 2016 — Подорож Фанні (фр. Le Voyage de Fanny)
- 2023 — Грецький салат (телесеріал) (фр. Salade grecque), 3 епізоди
- 2025 — Інакший (фр. Différente)

### Сценарист
- 1995 — Порожнеча в середині мене (короткометражний) (фр. Le vide dedans moi)
- 2005 — Віджени невдачу, черлідерко (короткометражний) (фр. Faire contre mauvaise fortune, bonne majorette)
- 2005 — Одяг не робить черлідерками (короткометражний) (фр. L'habit ne fait pas la majorette)
- 2005 — Черлідерка може сховати іншого (короткометражний) (фр. Une majorette peut en cacher une autre)
- 2006 — Дві дівчини (короткометражний) (фр. 2 filles)
- 2007 — Лише кохання? (фр. Et toi, t'es sur qui?)
- 2008 — Жінки Ікс (телесеріал) (фр. X femmes), епізод «Потрапити у гру» (фр. Se faire prendre au jeu)
- 2013 — Лялька (короткометражний) (англ. The Doll)
- 2023 — Грецький салат (телесеріал) (фр. Salade grecque)
- 2025 — Інакший (фр. Différente)

### 1-й помічник режисера
- 1999 — Маленькі брати (фр. Petits frères)
- 2001 — Прямо на захід (фр. Carrément à l'Ouest)
- 2002 — Іспанський готель (фр. L'Auberge espagnole)
- 2003 — Ні за, ні проти (зовсім навпаки) (фр. Ni pour ni contre (bien au contraire)
- 2003 — Раджа (фр. Raja)

## Нагороди та номінації
Премія Луї Деллюка
- 2007 — Номінація на найкращий фільм (Лише кохання?)

Міжнародний кінофестиваль у Любляні
- 2007 — Приз ФІПРЕССІ (Лише кохання?)

Каннський кінофестиваль
- 2007 — Номінація на Гран-прі у секції Особливий погляд (Лише кохання?)
- 2007 — Номінація на премію Золота камера (Лише кохання?)

Міжнародний кінофестиваль у Братиславі
- 2007 — Номінація на Гран-прі (Лише кохання?)

Сезар
- 2008 — Номінація на найкращий дебютний фільм (Лише кохання?)

Київський міжнародний кінофестиваль «Молодість»
- 2016 — Премія Скіфський олень у сегменті «Молодість — дітям» (Подорож Фанні).

Кінофефтиваль у Гамбурзі
- 2016 — Премія Мішель (Подорож Фанні).

Квнофестиваль у Траверс-Сіті
- 2017 — Премія Стюарта Голландера за найкращий сімейний фільм (Подорож Фанні).